# Talking Heads
Talking Heads var en amerikansk rockgruppe, der blev dannet i 1975 i New York City. Gruppen skiltes endegyldigt i 1989. Talking Heads' musik var en blanding af punk, funk og i den sene del af karrieren også verdensmusik.
Gruppen spillede gennem sin levetid rock med påvirkninger mange steder fra. Det gav sig udslag i en musik, der er svær at sætte i bås. Nogle gange lavede de meget indadvendt og intellektuel musik, mens de andre gange kunne lave iørefaldende hits som "Burning Down the House", "And She Was" og "Wild Wild Life". Brian Eno var medproducer på tre af de vigtigste af gruppens plader og har derigennem også haft betydning for gruppens lydudtryk.
Ud over den nyskabende musik var gruppen kendt for David Byrnes specielle stemme samt de særprægede tekster, der også antydes af album-titlerne.
Alle gruppens medlemmer har i tidens løb produceret plader for andre musikere. Derudover har de haft andre projekter:
Keyboardspilleren Jerry Harrison var frem til 1976 medlem af kultbandet The Modern Lovers, der siden har haft stor indflydelse på udviklingen af punken. Frontmanden David Byrne har fra begyndelsen af 1980'erne været engageret i soloprojekter og har udgivet en række plader. Han har også instrueret filmen True Stories (hvis musik er udgivet med Talking Heads) og oprettet et pladeselskab. Trommeslageren Chris Franz og bassisten Tina Weymouth (der også privat danner par) startede i begyndelsen af 1980'erne gruppen Tom Tom Club sideløbende med, at de spillede i Talking Heads. Gruppen eksisterer stadig. Efter opløsningen af Talking Heads fandt Franz, Weymouth og Jerry Harrison ud af, at de gerne stadig ville spille sammen, og de dannede gruppen The Heads. Deres første og hidtil eneste album fik den sigende titel: Not Talking Just Heads. Som kompensation for ikke at have Byrne til at synge valgte gruppen at invitere en ny sanger til hver sang.

## Medlemmer
- David Byrne (guitar, vokal)
- Chris Frantz (trommer)
- Tina Weymouth (bas)
- Jerry Harrison (keyboards og guitar, fra 1976)

## Diskografi
- Talking Heads: 77 (1977)
- More Songs About Buildings and Food (1978)
- Fear of Music (1979)
- Remain in Light (1980)
- Speaking in Tongues (1983)
- Little Creatures (1985)
- True Stories (1986)
- Naked (1988)